# Petrivka (Petrivka), Krasnohvardiiske
Petrivka (în ucraineană Петрівка) este localitatea de reședință a comunei Petrivka din raionul Krasnohvardiiske, Republica Autonomă Crimeea, Ucraina.

## Demografie
Componența lingvistică a localității Petrivka
     Rusă (84,6%)
     Ucraineană (10,31%)
     Tătară crimeeană (4,23%)
     Alte limbi (0,19%)
Conform recensământului din 2001, majoritatea populației localității Petrivka era vorbitoare de rusă (84,6%), existând în minoritate și vorbitori de ucraineană (10,31%) și tătară crimeeană (4,23%).